# 1896년 하계 올림픽 이탈리아 선수단
1896년 하계 올림픽 이탈리아 선수단은 1896년 4월 6일부터 15일까지 그리스 아테네에서 열린 1896년 하계 올림픽에 참가한 올림픽 이탈리아 선수단이다. 한 종목에 선수 한 명이 참가한 이탈리아는 이 대회에서 칠레, 스웨덴, 불가리이와 함께 아무 메달도 따지 못한 네 나라 중 하나였다.
이탈리아 선수가 한 명 더 있긴 했다. 카를로 아이롤디라는 남자가 밀라노에서 아테네까지 걸어왔지만 실격당했다. 육상 경기에서 상금을 받은 적이 있었고 그로 인해 아마추어 자격이 없었기 때문이다.

## 사격
| 선수            | 세부 종목     | 점수 | 명중 | 순위 |
| 주세페 리바벨라 | 200m 군사소총 | ?    | ?    | ?    |

## 참고 문헌
- Lampros, S.P.; Polites, N.G.; De Coubertin, Pierre; Philemon, P.J.; & Anninos, C. (1897). 《The Olympic Games: BC 776 – AD 1896》 (PDF). Athens: Charles Beck. 2013년 1월 16일에 원본 문서 (PDF)에서 보존된 문서. 2010년 4월 11일에 확인함.
- Mallon, Bill; & Widlund, Ture (1998). 《The 1896 Olympic Games. Results for All Competitors in All Events, with Commentary》 (PDF). Jefferson: McFarland. ISBN 0-7864-0379-9. 2011년 5월 14일에 원본 문서 (PDF)에서 보존된 문서. 2010년 4월 11일에 확인함.
- Smith, Michael Llewellyn (2004). 《Olympics in Athens 1896. The Invention of the Modern Olympic Games》. London: Profile Books. ISBN 1-86197-342-X.